# Шербештій-Векі
Шербештій-Векі (рум. Șerbeștii Vechi) — село у повіті Галац в Румунії. Входить до складу комуни Шендрень.
Село розташоване на відстані 177 км на північний схід від Бухареста, 11 км на захід від Галаца.

## Населення
За даними перепису населення 2002 року у селі проживали 680 осіб, усі — румуни. Усі жителі села рідною мовою назвали румунську.